# Solibri Model Checker
Solibri Model Checker is een computerprogramma dat geschikt is voor automatische controle van een model van een gebouw of constructie. Enerzijds dient het voor het controleren van kwaliteit en integriteit van het gebouwmodel, ook bouwwerkinformatiemodel (BIM) genaamd, en anderzijds het inhoudelijk toetsen van het ontwerp aan bijvoorbeeld programma van eisen of regelgeving. De functionaliteit omvat daarnaast visualisatie, clash-detectie, de vergelijking van modelversies over disciplines heen en het uittrekken van hoeveelheden.
Solibri Model Checker is een applicatie ontwikkeld op basis van het Industry Foundation Classes (IFC)-bestandsformaat en wordt wereldwijd gebruikt door opdrachtgevers, eindgebruikers, bouwbedrijven, architectenbureaus en ingenieursbureaus.
Het programma werd ontwikkeld door Solibri Inc. Het bedrijf, opgericht in 1999, is particulier eigendom en is gevestigd in Helsinki (Finland).